# León Mejía
León Angel Mejía (* 1934) ist ein ehemaliger kolumbianischer Radrennfahrer.

## Sportliche Laufbahn
Mejía war im Bahnradsport aktiv. Er war Teilnehmer der Olympischen Sommerspiele 1956 in Melbourne. Im Sprint unterlag er im Vorlauf gegen Dick Ploog. Im Hoffnungslauf verlor er gegen Tommy Shardelow.